# Sommerturen
|  | Denne artikel er oprettet af botten PalnaBot ud fra en ekstern database. Den kan derfor have sproglige fejl eller mangler. Denne skabelon kan fjernes efter kontrol af indholdet. |

Sommerturen er en kortfilm instrueret af Kaj Wedell Pape, Svend Holbæk efter manuskript af Kaj Wedell Pape, Svend Holbæk.

## Handling
Kortfilm om en flok drenge, der sparer sammen til en sommerbytur.